# Cipar Pari
Cipar Pari is een bestuurslaag in het regentschap Subulussalam van de provincie Atjeh, Indonesië. Cipar Pari telt 372 inwoners (volkstelling 2010).